# ネヴァ川

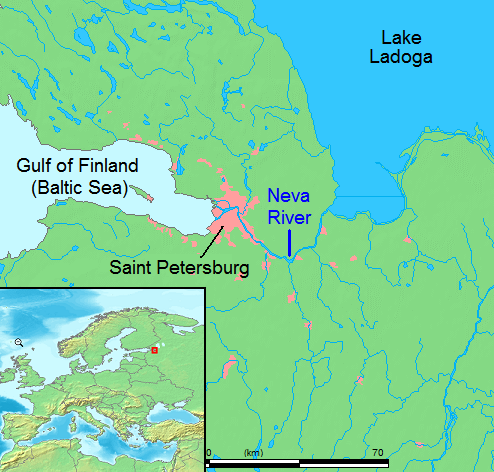
ネヴァ川の位置

ネヴァ川（ネヴァがわ、ロシア語:Нева ニヴァー）は、ロシア北西部のラドガ湖からカレリア地峡を経てサンクトペテルブルク市内を流れ、フィンランド湾東端のネヴァ湾（Neva Bay）に注ぐ全長約74kmの川である。

## 地理
ネヴァ川は、ヨーロッパ最大の湖であるラドガ湖の南西部、シュリッセリブルクを水源とする。流出後、南下しトスナ川と合流する地点で最南端に達する。その後、川は北西方向へと流れを変え、フィンランド湾に注ぎ込む。
全長74kmのうち、約28kmはロシア連邦の主要都市サンクトペテルブルク市内を貫流し、残りの大部分はレニングラード州内を流れる。川幅は平均して400mから600m程度であるが、最も広い地点では1,200mに達する。水深は最も深いところで24mを測る。
ネヴァ川は広大な水系を形成しており、その流域にはラドガ湖の他に、ヨーロッパで2番目に大きなオネガ湖が含まれる。流域はロシア北西部からフィンランド南部にかけて広範囲に及ぶ。
河口付近には、自然に形成された入江と人工的に建設された運河が複雑に入り組んだデルタ地帯が広がる。この河口に位置する最大の三角州は、サンクトペテルブルクの中心部となっている。また、河口の三角州には、壮麗な宮殿群を有するヴァシリエフスキー島が位置し、わずかに上流の分流によって形成された中洲には、エラーギン宮殿が佇むエラーギン島が存在する。

## 歴史
川幅が広く航行可能なため、中世の時代からバルト海沿岸と東洋との交易において重要な位置付けをされていた。1240年にはこの川を巡りネヴァ河畔の戦いが起きている。この戦いに勝ちロシアを侵略から守ったノヴゴロド公国のアレクサンドル・ネフスキーには、「ネヴァの勝者」を意味する「ネフスキー」の名が与えられている。
16世紀には河口付近にスウェーデンの要塞ニエンシャンツが作られ、ラドガ湖の出口にはロシアのシュリッセリブルク要塞が作られている。その後、河口の要塞は1703年により海に近い「ペテロとパウロの要塞」に移転している。ハレ島に立つこの砦が今日のサンクトペテルブルクの元となっている。
1777年と1824年に記録的な氾濫を起こしている。1963年8月21日には、この川に旅客機が不時着水した。

## 水源と分流
ネヴァ川の水源は次の通り。
- ラドガ湖
- トスナ川（Tosna River, река Тосна）
- イジョラ川

ネヴァ川は下流で次のような分流をする。

右岸へ
- 大ネフカ川（Bolshaya Nevka River）
  - カルポフカ川 (Karpovka River)
  - 小ネフカ川（Malaya Nevka River）
  - 中ネフカ川（Middle Nevka River）
- 小ネヴァ川（Malaya Neva River）

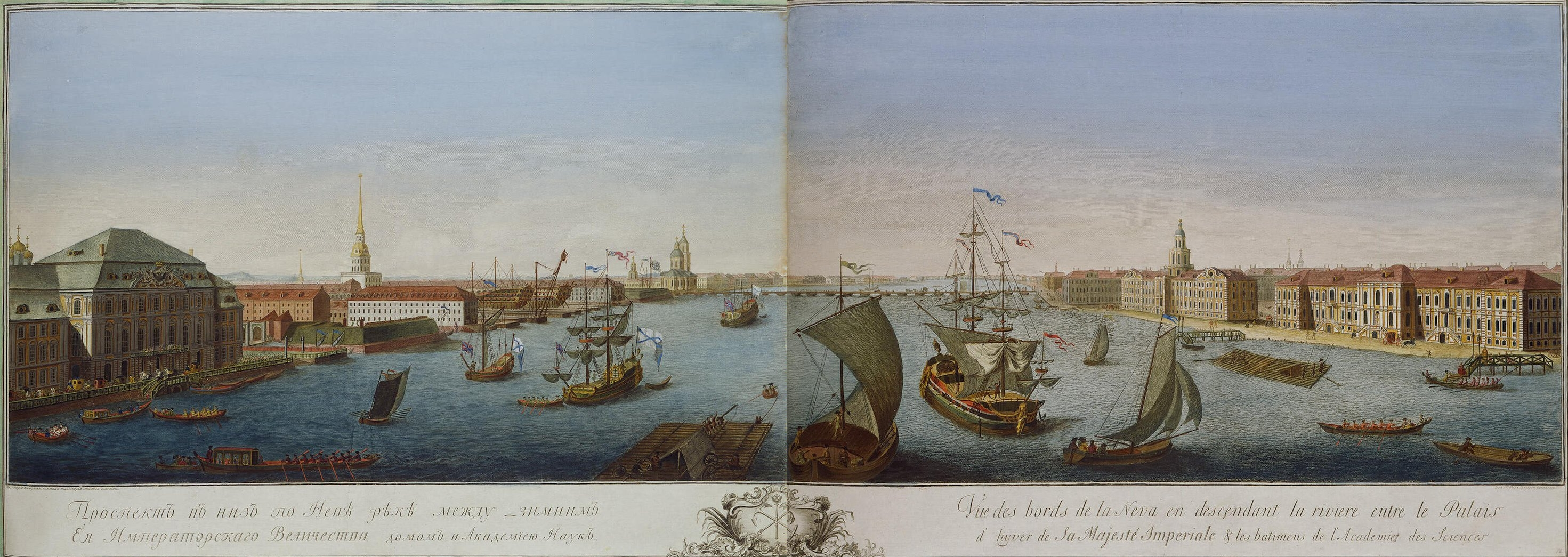
1753年のサンクトペテルブルク市内ネヴァ川河畔。

左岸へ
- フォンタンカ川
  - モイカ川
    - グリボエードフ運河
- 冬運河 (Winter Canal)